# Adolf Ludwig Follen
Adolf Ludwig Follen (ursprungligen August Adolf Follenius), född den 21 januari 1794 i Giessen, död den 26 december 1855 i Bern, var en tysk författare. Han var bror till Karl Follen och morbror till Carl Vogt.
Follen deltog 1814 i fälttåget mot Frankrike och var en tid tidningsman i Elberfeld. Han hölls 1819–1821 fängslad i Berlin som invecklad i politiska oroligheter och innehade sedan lärarplatser i Schweiz. Follen författade åtskilliga dikter, riddarromanen Malegys und Vivian (1829) med mera. Hans polemiska sonetter An die gottlosen nichts-wütheriche. Fliegendes Blatt von einem verschollenen (1845; 2:a upplagan 1846) framkallade en litterär fejd med Ruge.